# Scrap MTV
Scrap MTV foi um programa de televisão brasileiro produzido e exibido pela MTV Brasil. Destinado ao público jovem, o programa era comandado pela VJ MariMoon, e contava com convidados no estúdio, quadros, matérias e participação da audiência por telefone e pela web através de emails. Os assuntos eram os mais variados, e falavam de música, moda, internet e o mundo pop. Estreou na televisão no dia 28 de Janeiro de 2008 com duração de 30 minutos. 
O programa tinha direção de Bettina Hanna e produção de Júlia Nogueira. Ia ao ar às 20h30, toda terça-feira, e era também exibido via internet.

## Quadros
- Euri com o Didi
- Dicas de games com Thiago Borbs
- Entrevistas com MariMoon
- WebCelebrities, um perfil das pessoas famosas da internet
- Dicas de moda com Jana Rosa do blog AgoraQueSouRica